# Petreasa (okręg Bihor)
Petreasa – wieś w Rumunii, w okręgu Bihor, w gminie Remetea. W 2011 roku liczyła 441 mieszkańców.